# Шутилов, Владимир Александрович
Владимир Александрович Шутилов (23 марта 1926 года, Великие Луки, СССР — 2 августа 1985 года, Ленинград, СССР) — доктор физико-математических наук, профессор, учёный в области физической акустики и радиоспектроскопии твердого тела.
Один из первых исследователей явления акустического ядерного магнитного резонанса. Вместе со своими аспирантами — Г. Л. Антокольским, В. М. Сарнацким, Л. Н. Ферштатом, М.Д Капланом, Е. В. Чарной, А. А. Абрамовичем, М. Н. Кульбицкой, Л. К. Кудряшовой проводил первые исследования в области квантовой акустики в СССР.

## Биография
Родился 23 марта 1926 года в городе Великие Луки.
В 1933 году поступил в 33-ю Велико-Лукскую школу. С октября 1943 по октябрь 1948 года служил в Советской Армии. Участник Великой Отечественной войны. Награждён медалями «За боевые заслуги», «За отвагу», «За освобождение Варшавы», «За победу над Германией» и др.
Во время прохождения военной службы в 1947—1948 годах окончил 9-й класс в вечерней школе. Осенью 1949 года поступил в 10-й класс школы рабочей молодежи Ленинграда и окончил его с золотой медалью.
Учился на физическом факультете ЛГУ (1950—1955) и в его аспирантуре (1955—1958). После защиты кандидатской диссертации работал там же: старший преподаватель, с 1960 года доцент кафедры молекулярной физики. Докторскую диссертацию защитил в 1974 г., с 1976 г. профессор. С 1981 по 1985 г. заведующий кафедрой, которая по его инициативе была переименована в кафедру физики твердого тела.
В 1959 г. В.А. Шутилов защитил кандидатскую диссертацию на тему "Дифракция света на ультразвуковых волнах большой амплитуды". Эта работа стала теперь классической и цитируется во многих современных публикациях по нелинейной акустике. В начале 60-х годов В.А. Шутилов приступил к исследованиям механизмов акустоэлектронного взаимодействия в пьезополупроводниках и недавно открытого явления - акустического ядерного магнитного резонанса (АЯМР), заложив основы нового самостоятельного направления на границе ультразвуковой спектроскопии и ЯМР - квантовой акустики. У истоков квантовой акустики вместе с Владимиром Александровичем работали его ученики и первые аспиранты - Г.Л. Антокольский, В.М. Сарнацкий, Л.Н. Ферштат, М.Д Каплан, Е.В. Чарная, А.А. Абрамович, М.Н. Кульбицкая, Л.К. Кудряшова
Работы В.А. Шутилова и его учеников по АЯМР получили широкое всемирное признание. В 1974 г. В.А. Шутилов защитил докторскую диссертацию, а в 1976 г. за цикл работ по АЯМР он получил первую премию Ленинградского университета. В дальнейшем наряду с продолжением работ в области АЯМР В.А. Шутилов начал исследования акустических свойств стекол, ситаллов, ферритов, сегнетоэлектрических кристаллов с различными дефектами структуры. Актуальность подобного рода исследований в силу широкого применения перечисленных объектов в практических устройствах сохраняется и в настоящее время. В эти годы под его руководством работали - В.М. Микушев, Л.Н. Котов, А.А. Кулешов, С.А. Бальжинов, А.Л. Столыпко, К.Б. Васильев, В.Л. Комашня, И.Е. Анджикович, Б.Ф. Борисов, Б.С. Абезгауз, А.И. Недбай, Х. Мирзоахмедов, П.Ю. Ефиценко, В.В. Воробьев, М. Донитов, Ф. Салахитдинов, И. Ходжахонов, И. Рахимов. Большинство учеников Владимира Александровича защитило докторские и кандидатские диссертации и в настоящее время успешно занимаются педагогической и научной деятельностью в вузах и научно-исследовательских центрах России и в республиках бывшего СССР.
В.А. Шутилов является автором около 250 научных публикаций и 10 изобретений. Изобретения касаются улучшения характеристик пьезопреобразователей, широко применяемых в ультразвуковой дефектоскопии и медицинской диагностике, разработки новых типов ультразвуковых линий задержки, применения ультразвуковой спектроскопии для контроля различных состояний твердого тела. Благодаря многогранной и плодотворной деятельности в различных областях физики твердого тела В.А. Шутилов в начале 80-х годов входил в состав четырех Научных Советов Академии Наук СССР.
Много сил и времени Владимир Александрович уделял учебной работе со студентами. Он читал курс общей физики студентам геологического факультета ЛГУ, разработал два новых спецкурса для студентов старших курсов нашей кафедры по специализации Физика ультразвука, руководил дипломными работами студентов и работой аспирантов. Под его руководством защищено 12 кандидатских диссертаций.
В.А. Шутилов плодотворно сотрудничал с учеными ФТИ им. А.Ф. Иоффе РАН, ИРЭ РАН, Казанского ФТИ РАН, Института кристаллографии РАН, Государственного института редких металлов, ЛЭТИ, ЛИАП, ВНИИТВЧ, НИИ кварцевого стекла, Института низких температур и Института монокристаллов АН Украины, Института теплофизики АН Узбекистана, ФТИ АН Таджикистана. Студенты нашей кафедры проходили преддипломную практику в ФТИ им. А.Ф. Иоффе РАН в лаборатории проф. В.В. Леманова, и после защиты дипломных работ многие из них зачислялись в штат Физико-технического института, и в настоящее время входят в число его ведущих сотрудников.
В.А. Шутилов придавал огромное значение пропаганде научных и технических достижений в области ультразвуковой технологии, акустоэлектроники и квантовой акустики для использования их в прикладных целях. Им опубликован в "Акустическом журнале" замечательный обзор по АЯМР, в журнале "Физика и химия стекла" - обзор по изучению микронеоднородностей стекол, ряд популярных статей в энциклопедических изданиях, выпущено учебное пособие "Основы физики ультразвука", переведенное и изданное в Германии и Англии. Владимир Александрович поддерживал научные контакты с учеными Германии, Финляндии, Японии, Венгрии. Многие идеи и замыслы Владимира Александровича Шутилова реализованы в работах его учеников и последователей, успешно работающих в России и за ее пределами.

## Семья
Жена — Людмила Дмитриевна Шутилова (с 1959).
- Сын — Андрей (род. 1960).

## Научная деятельность

### Сочинения
Автор около 250 научных публикаций и 10 изобретений, участник многих научных конференций различного уровня. Его монография «Основы физики ультразвука» выдержала ряд изданий в том числе в Германии и Англии. В 1978 году одна из его работ была удостоена 1-й университетской премии..
- Оптические исследования ультразвуковых волн большой амплитуды в жидкостях : диссертация … кандидата физико-математических наук : 01.00.00. — Ленинград, 1958. — 115 с. : ил.
- Исследования акустического ядерного резонанса в кристаллах : диссертация … доктора физико-математических наук : 01.04.07. — Ленинград, 1974. — 307 с. : ил.
- Основы физики ультразвука Текст: научное издание / Шутилов, Владимир Александрович. : Изд-во ЛГУ, 1980. — 280с.

### Изобретения

#### Запоминающий элемент
Изобретение относится к вычислительной технике. Может быть использовано в устройствах записи и воспроизведения высокочастотных сигналов. Устройство разработано в 1973 году с целью повышения быстродействия и увеличения удельной плотности информации на носителях информации того времени.